# 前1200年のカタストロフ

前1200年の地中海東部

前1200年のカタストロフ（ぜん1200ねんのカタストロフ、英語: Late Bronze Age collapse）とは、地中海東部を席巻した大規模な社会変動のこと。この社会変動の後、当時、ヒッタイトのみが所有していた鉄器の生産技術が地中海東部の各地や西アジアに広がることにより、青銅器時代は終焉を迎え、鉄器時代が始まった。
その原因は諸説あるが、この社会変動の発生により、分裂と経済衰退が東地中海を襲い、各地において新たな時代を生み出した。

## 序
紀元前1200年ごろ、環東地中海を席巻する大規模な社会変動が発生した。現在、「前1200年のカタストロフ（破局とも）」と呼ばれるこの災厄は、古代エジプト、西アジア、アナトリア半島、クレタ島、ギリシャ本土を襲った。この災厄の内実については諸説存在しており、いまだに結論を得ていない。
気候の変動により西アジア一帯で経済システムが崩壊、農産物が確保できなくなったとする説、エジプト、メソポタミア、ヒッタイトらが密接に関連していたが、ヒッタイトが崩壊したことでドミノ倒し的に諸国が衰退したとする説などが存在する。地震によって崩壊したとする説は環東地中海全体の崩壊ではなく、特定の国にのみ考えられており、少なくともミケーネ時代のティリンスではドイツ考古学研究所 (en) の調査によれば激しい地震活動が発生したことが確認されている。
この災厄についてフェルナン・ブローデルの分析によれば
1. ヒッタイトの崩壊
2. エジプトにおける海の民の襲撃
3. ギリシャのミケーネ文明の崩壊

以上の3項目に分けることができる。また、このカタストロフを切っ掛けに東地中海に鉄が広がることになる。

### ヒッタイトの崩壊
ウガリットのラス・シャムラ遺跡で発見された文書によれば、ヒッタイトの崩壊は前12世紀初頭とされている。このラス・シャムラ遺跡を発掘したクロード・A・シェッフェル (en) によれば、海の民が沿岸を進み小アジアを横断、ヒッタイトとその同盟国へ攻撃を仕掛けキプロス、シチリア、カルケミシュ、ウガリットへ手を伸ばしたとされている。ただし、アナトリア内陸部にあるハットゥシャにはその痕跡は残っていない。
また、ヒッタイトの最後の王シュッピルリウマ2世がウガリットの支援を受けた上で海の民に勝利したというエピソードも残されているが、これは侵入者がヒッタイトを分断して崩壊へ導いたことを否定する材料にもならず、トラキアからフリュギア人らがヒッタイトを攻め滅ぼした可能性もフリュギア人らがヒッタイトの大都市が崩壊したのちにアナトリアへ至っていることから余り高くない。
ヒッタイトの崩壊には2つの仮説が存在しており、侵入者がハットゥシャ、カニシュ (en) などあらゆる建物に火を放ったとする説。ヒッタイトは内部と近隣地域から崩壊したあと、アッシリアの攻撃を受けたことによりウガリットを代表とする属国、同盟国が離反、さらには深刻な飢饉のために弱体化して崩壊したとする説である。シェッフェルによれば後者の説には裏づけがあり、ウガリット、ハットゥシャで発見された文書によればヒッタイト最後の王、シュッピルリウマ2世は「国中の船を大至急、全て回す」よう命令しており、オロンテス川流域の小麦をキリキアへ運ぶのと同時に、王、その家族、軍隊を移動させようとしていた。これはシュッピルリウマ2世が首都を捨てようとしていたことが考えられ、これについてシェッフェルは旱魃と地震により、ヒッタイトに繰り返し飢餓が発生していたと分析している。
さらにシェッフェルによればトルコのアナトリア地方は地震群発地帯であり、地震により火災が発生したことで各都市に火災の跡が残っているとしており、ウガリット時代の地層は稀に見るぐらいの激震で揺さぶられていたとしている。
また、前者の説はギリシャ北部から移住したフリュギア人、エーゲ海より侵入した人々、いわゆる「海の民」らがヒッタイトへ侵入、ヒッタイト滅亡の最大の要因となったと推測している説も否定されているわけではない。

### エジプトにおける海の民の襲撃
エジプト第19王朝末期、エジプトにはマシュワシュ族 (en) 、リブ族と呼ばれる人々が定住しつつあった。彼らはリビュアのキュレネからの移民であったが、エジプトの支配の及ばない地域であった。当時の王、ラムセス2世はこれを警戒して砦を築くなどの対策を採っていたが、マシュワシュ族などは商業活動でエジプトと関係していたため、さほど問題は生じておらず、ラムセス2世がヒッタイトと激戦を交わしたカデシュの戦いの際には傭兵として後に「海の民」と呼ばれるシェルデン人 (en) も参加している。
しかし、メルエンプタハ王が即位すると風向きが変わった。「イスラエル石碑」によるとエジプトで大規模な飢饉が発生したことで、メルエンプタハはリビュア人らを追い返し、1万人近くを切り殺した。さらに非リビュア系のシェルデン、シェケレシュ、トゥレシュ (en) 、ルッキ (en) らの部族も侵入を開始したが、これら移民らの侵入は第20王朝のラムセス3世によってからくも撃退された。
しかし、ラムセス3世の治世、さらなる問題が生じた。この問題はリビュアなどの西側ではなくヒッタイト、シリアなど東側から生じた。これがいわゆる「海の民」による襲撃であった。ただし、この「海の民」は一部の部族のことではなく、少数民族が集まって部族連合を組織したものであったが、彼らはラムセス3世によって撃退された。これらについてロバート・モアコット (en) によれば全ての部族がリビュアと関係しており、さらに少人数であったとしており、これらはリビュアに雇われた傭兵隊であった可能性を指摘している。
さらに「海の民」らの侵入はエジプトに留まらず、シリアの諸都市、ウガリット、エマルも破壊された。そしてこの中でもパレスチナには「海の民」の一派であるペリシテ人らが定住することになった。旧約聖書上では否定的に描かれた彼らは実際には優れた都市建築者で鉄器の製造者であり、移住先に先進的物質文化が持ち込まれた。

### ミケーネ文明の崩壊
紀元前13世紀、ミケーネ文明は繁栄していた。しかし、災厄の予兆を感じていたのかギリシャ本土の諸都市は城壁を整えており、アテナイやミケーネでは深い井戸が掘られ、まさに篭城戦に備えているようであった。また、コリントス地峡では長大な城壁が整えられ、ミケーネ文明の諸都市はある脅威に備えていたと考えられる。
ミケーネ文明の諸都市、ミケーネ、ピュロス、ティリンスは紀元前1230年ごろに破壊されており、この中では防衛のために戦ったと思われる兵士の白骨が発見された。この後、これらの諸都市は打ち捨てられており、ミケーネ人がいずれかに去ったことが考えられる。このことに対してペア・アーリンは陶器を調査した上でミケーネの人々はペロポネソス半島北部の山岳地帯、アカイアに逃げ込んだとしており、アルゴリス、南メッセリア、ラコニアを放棄してアカイア、エウボイア、ボイオティアに移動したとしている。
また、クレタ島にもミケーネ人らが侵入したと考えられており、ケファレニア島西岸、ロドス島、コス島、カリムノス島、キプロス島に移動している。これらミケーネ人の移動により、ミケーネ文明は崩壊した。
この民族移動にはさまざまな意見がある。ドーリア人らが移動する以前にインド・ヨーロッパ語族がギリシャに侵入していたとする説、次に侵入など存在しなかったとする説、そして海の民の侵入という説である。
そして、ミケーネ文明の崩壊についても諸説存在する。文化的な衰退が始まったためにミケーネ文化が「バルバロイ」によって征服されたとする説は19世紀後半、文化的退廃理論が発達した時代では人気があった。また、「海の民」の襲撃によって東地中海諸国が荒らされた際にミケーネもそれに巻き込まれ滅亡したとする説も19世紀には主流であった。
これはインド・ヨーロッパ語族であるイリュリア人がバルカン半島に侵入したために先住民がアナトリア、ギリシャへ追いやられた。そしてさらにフリュギア人らがヒッタイトを滅ぼしたことで、このあおりを受けてアナトリアから追い出された人々が「海の民」であり、この海の民はキプロス、シリア、パレスチナを襲いさらに南下したがエジプトで撃退されたとする。この説はガストン・マスペロによって主張されたものであるが、都合の良い理論であり現在では主流ではなく、さらに宮殿こそ打ち捨てられているが、都市部にはその跡が見られず、侵入者が定住したことを疑問視する声もある。そしてリース・カーペンター (en) によれば、侵入者などは存在せず、ミケーネ文明が崩壊したのは自然の影響による破局であるとしている。
そして「海の民」の侵入とする説は、北方で発生した民族移動によって、故地を追い出された古地中海人種やインド・ヨーロッパ語族に属する人々など、いろいろな要素を持った人々が集団を形成してギリシャへ侵入したとする説である。これらについては証拠も乏しく、また、海の民自体も侵入した先の人々と融合することにより速やかに姿を消したとしている。

## 暗黒の時代と復興

### 地中海東部を襲う暗黒の影と製鉄技術の拡散
前1200年のカタストロフを迎えた環地中海地帯は低迷期を迎える。特にギリシャの衰退は激しかった。それまで使用されていた線文字Bは忘れ去られ、芸術品、壁画、ありとあらゆる文化的なものが失われ、それまで華やかであった土器も単純な絵柄である幾何学文様と化した。
アナトリアではヒッタイト帝国が崩壊し、エジプトでは全ての保護領が失われ王権は失墜しはじめた。メソポタミアでも闇を迎え、好戦的なアッシリア帝国もその影響を受けながら、からくも生き残っていた。そして環東地中海地帯を数世紀に渡る後退期が包み込むことになる。しかし、ヒッタイト帝国が崩壊したことで、キリキア、シリア北部で行っていたと考えられている鉄の浸炭は海の民の動乱により各地へ広がった。この出来事により鉄器が各地で普及、大衆化された。各地の国家、民族がその製法を手に入れ各地にある鉄鉱石で鉄器を製造したが、この技術革新はそれまで存在した各地の国家の屋台骨を揺るがすこととなった。このことをブローデルは「鉄は解放者」であったと記している。
製鉄技術の拡散は各地に技術革新をもたらした。手工業、鉱山業、農業技術、灌漑技術の発達など社会、経済に大きな影響を与えた。しかし、一方で鉄器は武器の「改良」も進めることになった。そして鉄の精錬を行うには燃料が必要であったが、これは局地的な生態系の破壊を引き起こすこともあった。
カタストロフによりエジプト、メソポタミア、ヒッタイトらが共に崩壊したために、近東では小国家が乱立した。小アジアではウラルトゥが勃興、アッシリアと激しく戦い、アナトリア高原ではフリュギア人らが勢力を拡大した。そしてアナトリア半島西部ではリュディアが勢力を広げ、シリアではアラム人らが勢力を広げた。そしてパレスチナの地域ではイスラエル人らの王国も築かれ、ソロモン王の栄光を迎える。
これらの激動的変化の要因については答えがいまだに確定していない。しかし、東地中海周辺諸国の内外の様々な要因が複雑に絡み合った上で発生したことは間違いない。地質学的には気温と海面の上昇が指摘されており、各地の青銅器時代の「宮廷」社会が崩壊して地域全体の生活、交易、交通の大変化が見られる。それまで宮殿や宮廷を中心に活動していた人々は町を離れたために村落的な社会へと変化、パレスティナ、シリア、ギリシャなどでは牧畜が生業と化したことが考えられている。

### エジプトにおける王権の衰退

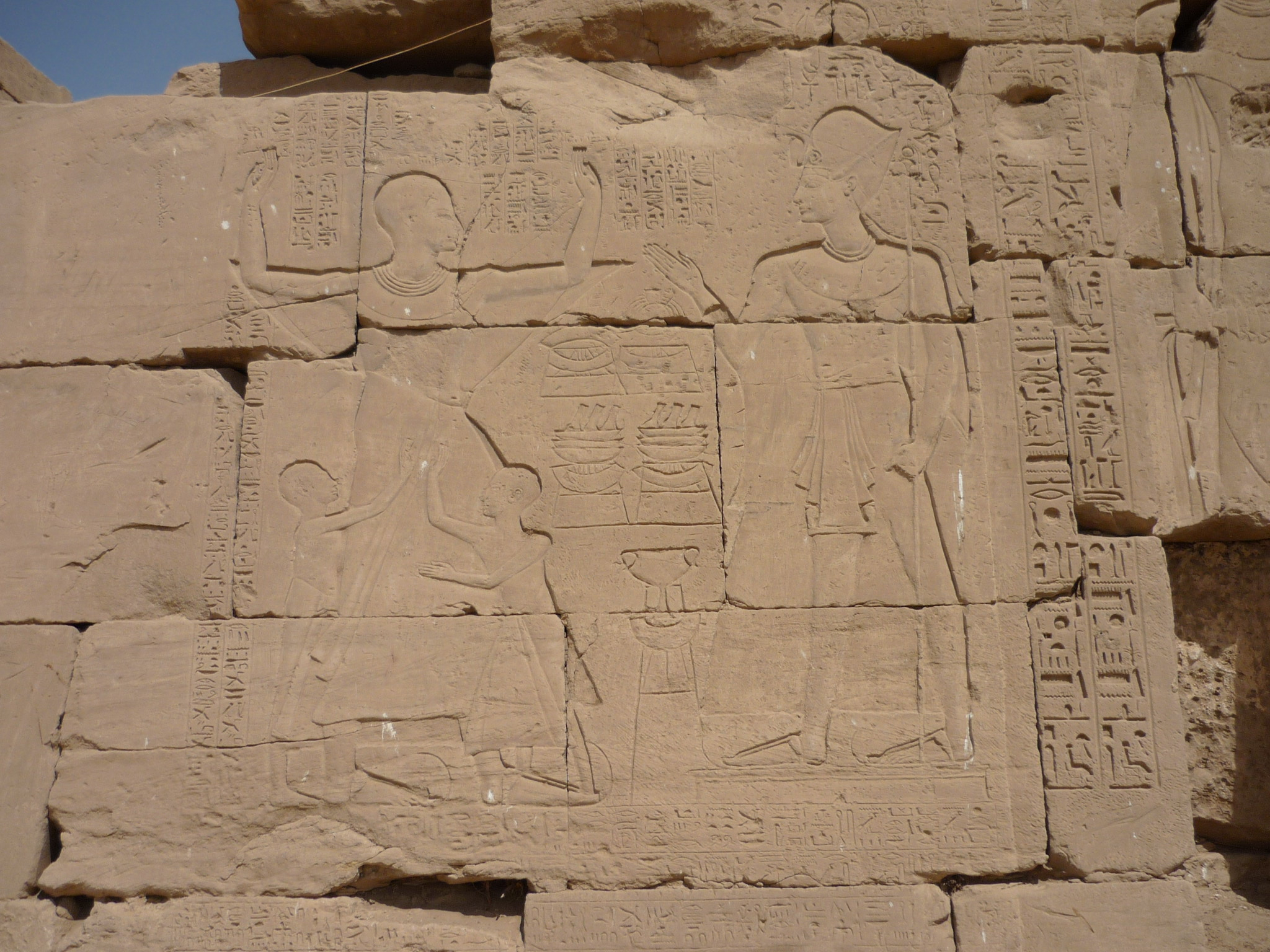
ラムセス9世（右）とアメン大司祭（左）の彫像、同じ大きさであることに注目

「海の民」の襲撃を撃退したエジプトはその影響を免れた。しかし、この襲撃によりレヴァントの港などシリア、パレスチナの重要な街が損害を被った。これらエジプトの勢力圏であったシリア、パレスチナでの海の民らの襲撃はシリア、パレスチナにおける民族問題や経済問題に影響を与えた可能性が指摘されており、エジプトの王権に対する影響があったと推測されているが、証拠が少なく確定できない状態である。
「海の民」の襲撃を撃退したラムセス3世の死後、第20王朝時代に8人の王が即位したが、ラムセス9世とラムセス11世以外の王らが短命であったため王権が衰退することになった。また、ラムセス9世の時代、アメン大神殿の壁画のレリーフはラムセス9世の彫像と同じ大きさで描かれ、アメン大司祭の権力と王の権力が同等であったことが推測されており、この時期以降、王権が急速に衰退したと推測されている。
そして第21王朝の時代、エジプトは軍事的、経済的に著しく衰退し、前11世紀末にはテーベの神殿でさえもが放棄され朽ち果てることとなる。

### アナトリア

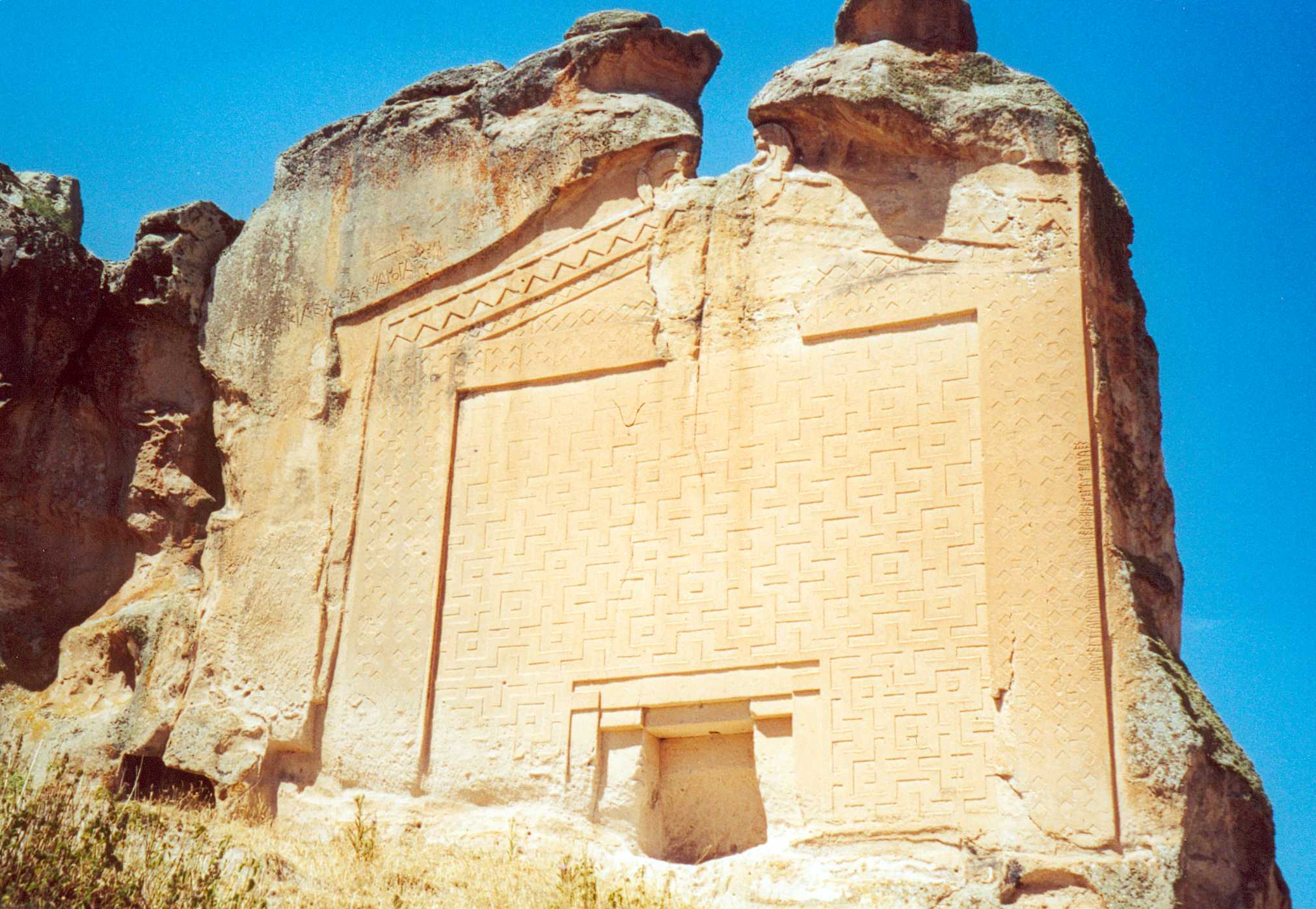
ミダス王の墓（紀元前6世紀）

ヒッタイト滅亡の後、フリュギア人らは東部へ定住してアナトリアにおけるユーフラテス川、シリアとの交易ルートを押さえることに成功したが、統一国家を築くことはなかった。しかし、隣接するアッシリアに対抗するためにメソポタミア北部、シリアのアラム人らと協力することになる。前8世紀後半に王国を築き、ミダス王の時代に最盛期を迎えたが、前717年、アッシリアのサルゴン2世との戦いで敗北、さらに前7世紀前半、キンメリア人らの攻撃を受けて滅亡した。
そしてフリギュア人らが滅亡した後、キンメリア人らを追い出し、アナトリアの大部分を占領したのはリュディアであった。

### シリアとアラム人
ヒッタイトの滅亡、エジプトの弱体化はその勢力下であったシリア、パレスティナを解放することとなった。北シリアでは滅亡したヒッタイトの人々がセム系、フルリ系の人々を支配下にしたと考えられている新ヒッタイトが支配し、中部シリアのハマーも新ヒッタイトに占領された。また、アラム人らがユーフラテス川上流、ハブール川周辺へ移住、新ヒッタイト、アッシリアとしのぎを削りながらサムアル (en) 、ビト・アグースィ、ビト・アディニ (en) 、ビト・バヒアニ(de)などの小国家を打ち建て、さらに紀元前1000年にはシリア中部から南部、さらにはメソポタミア南部にまでその勢力を広げ、その一派であるカルデア人は新バビロニアを建設することになる。そしてダマスクスはベンハダド2世 (en) やハザエル (en) らの時代、勢力を拡大した。しかし、広範囲に広がったアラム人らは結局、統一国家を築くことはなかった。

### イスラエルの勃興
イスラエル人の起源には諸説あり、確定したものはない。しかし、前1200年ごろ、彼らがパレスチナ中央山岳地帯に出現したことは間違いないとされ、それまで牧畜を営んでいた彼らはこの時期に定住して農業を営むようになったと推測されている。イスラエル人らは「士師」と呼ばれる指導者を中心にペリシテ人やカナーン人らと戦い、西方へ勢力を伸ばしたが、前11世紀後半、サウルが王に即位して王制へ移行、諸部族統一に成功した。そして前1010年ごろに即位したダビデの下でイスラエル王国は躍進し、次王ソロモンの時代に最盛期を迎えたが、ソロモンの死後、王国はイスラエル王国とユダ王国へ分裂した。
そしてイスラエル王国は前722年、もしくは前721年にアッシリアのサルゴン2世によって、ユダ王国は前586年もしくは前587年に新バビロニアのネブカドネザル2世によって滅ぼされた。

### アッシリアの盛衰
前14世紀、アッシリアはミタンニの圧力に悩まされていたが、ミタンニがヒッタイトの攻撃によって衰退すると勢力を増した。中期アッシリア時代と呼ばれるこの時代、アッシリア王アッシュルウバリト1世はエジプトとの対等関係を要求したことがアマルナ文書で確認されており、前13世紀以降、アッシリアはさらに勢力を増し、シリアへ進出、これはエジプトとヒッタイトの間で友好関係を結ばせる結果となった。
そして前1114年に即位したティグラトピレセル1世はニネヴェへ遷都、中期アッシリア法典を制定するとアッシリアは絶頂期に入ったが、すぐさま衰退期に入ることになる。
しかし前10世紀、アッシュルダン2世以降、アッシリアでは徐々に革新への動きが見られ、前9世紀前半、アッシュルナツィルパル2世がカルフへ遷都、アッシリアは再び繁栄を迎える。前9世紀後半から前8世紀半ばまでは停滞・現状維持状態に入るが、ティグラトピレセル3世が即位すると再び勢力を盛り返した。

### バビロニアの攻防
メソポタミアでは前1155年、カッシト朝がエラムによって滅ぼされたが、翌年、イシン第2王朝が勃興、その王であるネブガドネザル1世はエラムに侵攻して短期間ながらスーサを支配した。しかし、ネブガドネザル1世の死後、アラム人らが侵入を開始、バビロンを代表とするバビロニアの諸都市は壊滅的打撃を受けた。そして第2海の国、バジ王朝、エラム王朝などが勃興を繰り返したが、これ以降、バビロニアは事実上、暗黒時代を迎えた。
その一方でエラムは隆盛期を迎えており、ウンタシュナピリシャ (en) がチョガザンビルに巨大なジッグラトを建設、さらには前12世紀末、シュトルクナフンテ (en) がメソポタミアを攻撃、ハンムラビ法典を代表とする戦利品をスーサに運び去り、その子、クティルナフンテ（de）はイシン第2王朝を攻め滅ぼした。

### フェニキア人の活動

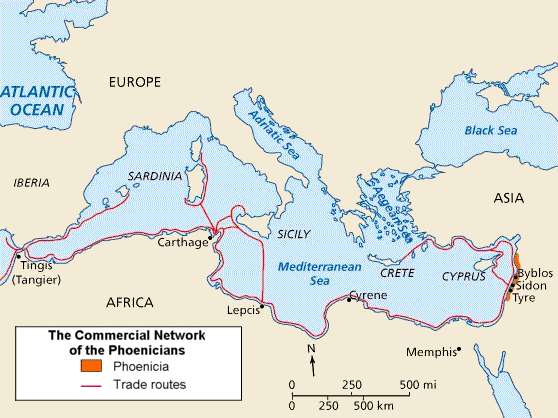
フェニキア人の商業範囲と交易ルート

ミケーネ文明が崩壊してギリシャの海上活動が衰退すると、地中海を制したのはフェニキア人であった。それまでパレスチナを中心とする海上交易はウガリットに独占されていたが、カナーン人の末裔であるフェニキア人らはこの好機を逃すことなくテュロス、シドンを中心に活動、地中海沿岸にカルタゴを代表とする植民都市を築いた。
前11世紀後半になるとフェニキアの活発な取引はバイクローム土器 (en) と呼ばれる二色で彩色された土器の分布からその範囲が想像されており、フェニキア人の本拠地であるフェニキア海岸（北はテル・スカス(Tell Sukas)、南はカルメル山半島）からシリア（アムク (en) 平野、ホムス地方）、パレスチナ北部（ガリラヤ、メギッド、ベテ・シェメシュ (en) ）、フィリスティア（テル・カシレ (en) ）、ネゲブ北部（テル・エサル、テル・マソス）、ナイル・デルタ（テル・エル＝レタベ）などでこの土器が発見されている。また、彼らの活動は商業だけではなく軍事活動も伴っていたことが考古学的資料から明らかになっている。

### キプロスの繁栄
キプロス島も海の民の侵入を受けた。しかし、前12世紀中には復興して躍進したことが考古学的調査から明らかになっており、港町エンコミ (en) 、キティオンでは大掛かりな建築物が構築されるまでに至っていた。キプロスで採掘される銅は精錬され、エジプト、シリアへ送られていることも明らかになっている。
キプロス島はレヴァントと商業的、文化的に密接に結びついており、エンコミ、キティオンではオリエント的影響を受けた建築物、神殿の奉納物が発見され、また、キプロスで発見される土器もシリア、パレスチナのものが多い。このことからキプロス島とペリシテ人らとの間に密接な文化的つながりがあったことが以前より注目されており、このつながりが取引のネットワークと化し、前11世紀後半にはフェニキア人とペリシテ人らとの間で商業取引が行われたことが想像されている。

### ギリシャの明暗
ギリシャではミケーネ文明が崩壊し、暗黒の時代を迎えた。しかし、この切っ掛けはギリシャに悪影響を与えるばかりではなかった。西アジアでは強力な王権が発達していたが、ミケーネ文明の時代、ギリシャはワナックス（線文字B: 𐀷𐀩𐀏 - wa-na-ka、アナックスとも）や宮殿を中心とする再分配システムを中心に発達していた。この中でもワナックスは王権へ進化する可能性もあったが、結局、王の絶対性を担保する王権へ発達することはなかった。このため、ギリシャでは西アジアでは普通に見られる王に関する彫刻などは見られず、王の名前すら明らかではない。ある意味、宮殿の崩壊はこのワナックスなどのシステムの限界を表したものとすら言える 。
このカタストロフの影響はギリシャと東方との関係を一時的ながらも遮断することとなった。しかし、この遮断は新たな社会構造を構築するチャンスをギリシャに与えることになった。そしてポリスが成立し、古代ギリシア文明が繁栄することになる。ギリシャは「前1200年のカタストロフ」で多大な被害を被った。しかし、観点を変えるとギリシャは最大の恩恵を受けたとも言える 。